# Mahleb

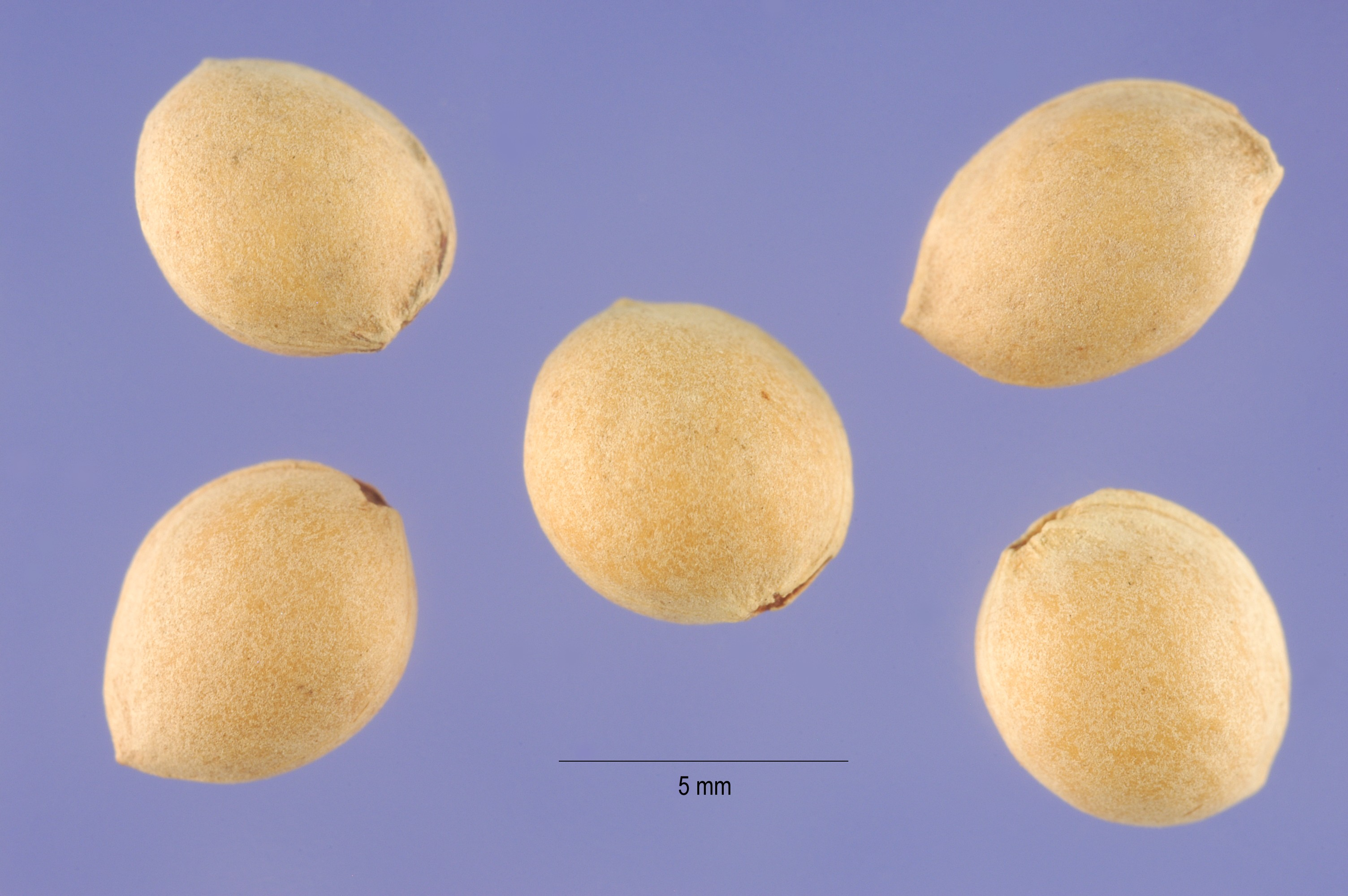
Piedras enteras; las semillas están dentro

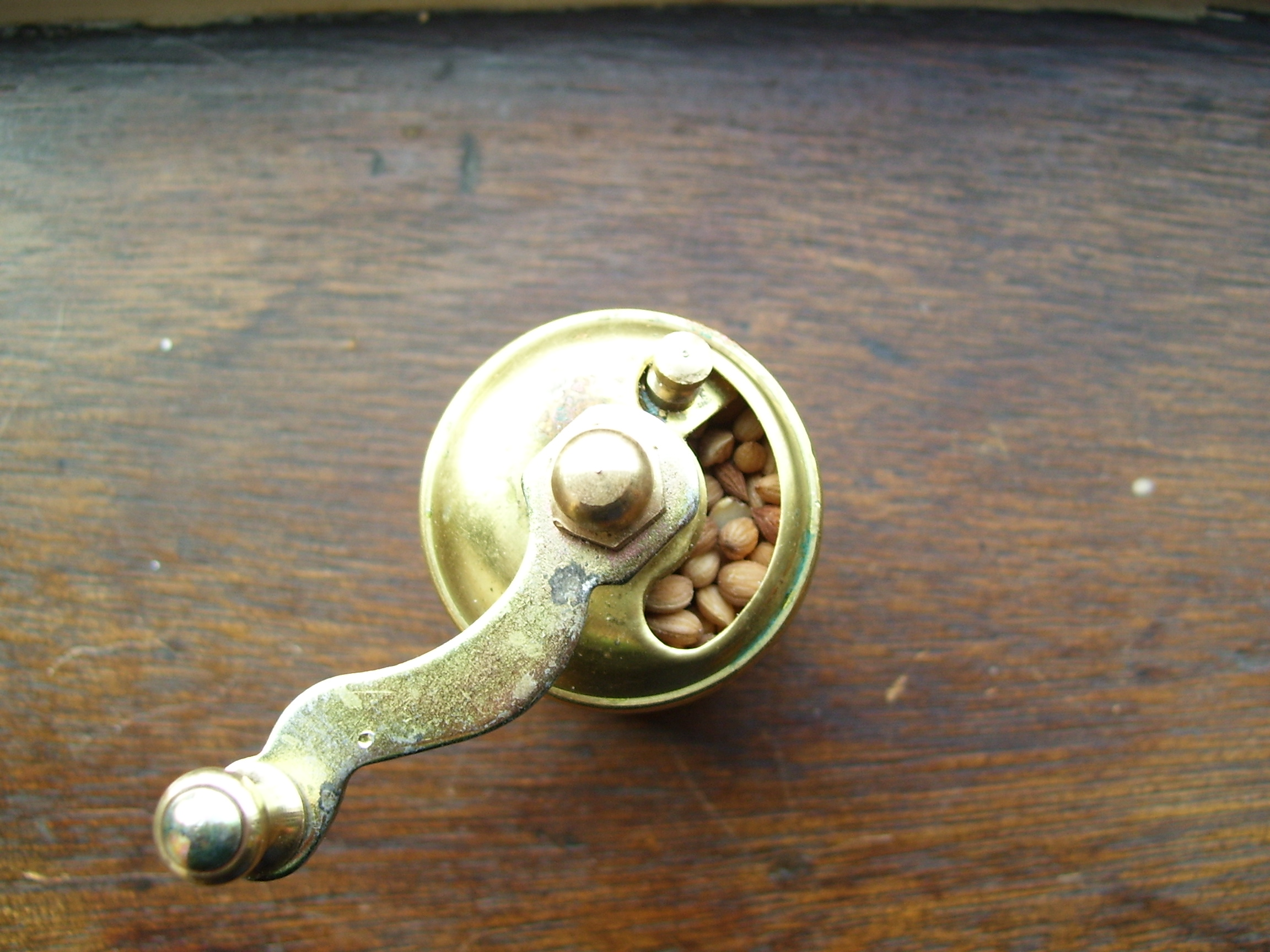
Los granos de Mahleb en un molino manual

Mahleb o Mahalepi es una especia aromática hecha de las semillas de una especie de cereza, Prunus mahaleb (la cereza Mahaleb o Santa Lucía). Las piedras de cerezo se rompen para extraer el grano de la semilla, que tiene un diámetro de aproximadamente 5 mm, suave y masticable en la extracción. El grano de la semilla se tritura en polvo antes de usarlo. Su sabor es similar a una combinación de almendra amargas y cereza y al mazapán.
Mahleb se utiliza en pequeñas cantidades para mejorar los alimentos dulces y los pasteles, y es usado en la producción de queso tresse.
Se ha utilizado durante siglos en el Oriente Medio y en las áreas circundantes como saborizante para productos horneados. Las recetas que piden la fruta o semilla del "ḫalub" se remontan a la antigua Sumeria. En las últimas décadas, ha estado ingresando lentamente en libros de cocina en inglés.
En la cocina griega, el mahlep se agrega a veces a diferentes tipos de panes tsoureki para las celebraciones, incluido el pan de Navidad, la vasilopita de Año Nuevo y el pan trenzado de Pascua llamado cheoreg en armenio y paskalya çöreği en turco.
En Turquía, se utiliza en bollos de poğaça y otros pasteles. En el Oriente Medio árabe, es usado en los bollos ma'amoul. En Egipto, el mahlab en polvo se convierte en una pasta con miel, semillas de sésamo y nueces como postre o como bocadillo con pan.
En inglés, mahleb a veces se deletrea mahalab, mahlep, mahaleb, etc